# Alexander Heinrich Neus

Alexander Heinrich Neus, Aquarell von August Georg Wilhelm Pezold (1843)

Alexander Heinrich Neus (russisch Александр Генрих Нейс; * 16. Dezemberjul. / 27. Dezember 1795greg. in Reval; † 10. Februarjul. / 22. Februar 1876greg. ebenda) war ein deutschbaltischer Folklorist, Übersetzer und Publizist.

## Leben und Werk
Alexander Heinrich Neus studierte bis 1817 Theologie an der Kaiserlichen Universität Dorpat. Anschließend arbeitete er als Hauslehrer. Von 1821 bis 1841 war er Inspektor der Kreisschule von Hapsal. Neus war 1842 einer der Mitbegründer der Ehstländischen Literärischen Gesellschaft und einer ihrer aktivsten Mitglieder.
In den bedeutenden deutschbaltischen Zeitungen und Zeitschriften wie den Dorpater Jahrbüchern, Das Inland und den Beiträgen zur genauern Kenntniß der ehstnischen Sprache publizierte Neus häufig. Seine Themen waren vor allem die estnische Volksdichtung und ihre Übersetzung ins Deutsche sowie die estnische Mythologie. Er gab die erste Anthologie estnischer Volkspoesie unter dem Titel Estnische Volkslieder. Urschrift und Uebersetzung in drei Heften (1850–52) heraus. Sie stammten vor allem aus den folkloristischen Sammlungen von Johann Heinrich Rosenplänter, Gustav Heinrich Schüdlöffel, Friedrich Nikolai Russow, Arnold Friedrich Johann Knüpffer und Friedrich Reinhold Kreutzwald. Mit Kreutzwald veröffentlichte Neus 1854 die Sammlung Mythische und magische Lieder der Ehsten.
Alexander Heinrich Neus starb in hohem Alter in Reval. Er wurde auf dem Friedhof von Kopli (estnisch Kopli kalmistu) beigesetzt. Sein Grab wurde nach der sowjetischen Besetzung Estlands – wie der gesamte Friedhof – von der Roten Armee vollständig zerstört.